# Roger Salengro
Roger Charles Henri Salengro (Lille, 30 de mayo de 1890 - Lille, 18 de noviembre de 1936) fue un político francés, ministro del Interior durante el gobierno del Frente Popular en 1936. Se suicidó pocos meses después de asumir el cargo ministerial, después de ser acosado por una campaña de calumnias llevada a cabo por periódicos de extrema derecha.

## Biografía
Primeros años
Nacido en Lille el 30 de mayo de 1890, en 1909 Salengro ingresó en la Universidad de Lille para estudiar literatura; el mismo año se incorporó a la Sección Francesa de la Internacional Obrera y fundó una organización de estudiantes de izquierda.
En 1914, firmó para unirse a los militares franceses de la Primera Guerra Mundial, a pesar de haber hablado como un pacifista en años anteriores. Capturado por los alemanes, el 7 de octubre de 1915, se convirtió en un prisionero de guerra. Se negó a trabajar en una fábrica alemana, y fue encarcelado. Su reclusión fue dura, hasta el punto de que pesaba 42 kg cuando fue liberado después de la guerra.
En 1918, se convirtió en un periodista, y reanudó su participación en la política. En 1919, fue elegido concejal del Ayuntamiento de Lille, y consejero general de la Lille-Sud-Ouest cantón.
En 1925, Salengro fue elegido alcalde de Lille. Fue reelegido en 1929 y en 1935. En 1928, fue elegido miembro del Parlamento, y luego reelegido en 1932 y en 1936.
Miembro del Gabinete y el suicidio
Las elecciones legislativas de 1936 interpuso el Frente Popular al poder por primera vez, dirigida por Léon Blum. Blum nombró a Salengro Ministro del Interior. El nuevo gobierno implementó reformas sociales, y uno de sus primeros logros fue la firma de los Acuerdos de Matignon, que fue anunciada públicamente por Salengro.
La década de 1930 estuvo marcada por las actividades de grupos de extrema derecha que se enfrentaron al Frente Popular. Al gobierno se le opusieron grupos de extrema derecha como la Croix-de-Feu, el antisemita y monárquico Action Française y el grupo terrorista fascista La Cagoule. El 14 de julio, día nacional de Francia, que se celebra con ceremonias militares, el periódico Action française publicó un artículo calumnioso que afirmaba que Salengro no había sido capturado por las fuerzas alemanas en 1915, sino que había desertado. La reclamación fue transmitida por otros movimientos de extrema derecha, y reimpreso en varias ocasiones en los periódicos de extrema derecha, como Gringoire, lo que provocó el "Asunto Salengro". Se hizo eco en la Asamblea Nacional por los diputados de extrema derecha del Parlamento como Henri Becquart. Una comisión militar que parecía en las reivindicaciones rechazaron categóricamente la acusación de deserción, pero la calumnia insistió. No hubo la más mínima prueba para afirmar que la trayectoria de Salengro en el ejército francés haya sido deshonrosa, ni para apoyar la falsa teoría de deserción. 
El 13 de noviembre, por iniciativa de Léon Blum, la Asamblea votó a favor de condenar la campaña difamatoria, por 427 votos de un total de 130.
Durante la noche entre el 17 de noviembre y 18 de noviembre "agotado y enfermo", Roger Salengro suicida cometido en su casa en Lille, donde vivía solo. Un millón de personas asistieron a su funeral el 22 de noviembre.
Además, toda la campaña de calumnias en su contra logró la muerte de su esposa y su madre, ya que esta campaña fue tan fuerte que no pudo ser soportada por sus familiares más cercanos.[cita requerida]
El 14 de abril de 2009, France 2 emisión de una película de televisión sobre el "Asunto Salengro", titulado L'Affaire Salengro. Roger Salengro fue interpretado por el actor Bernard-Pierre Donnadieu.